# Recopa d'Europa de futbol 1994-95
La Recopa d'Europa de futbol 1994-95 fou la trenta-cinquena edició de la Recopa d'Europa de futbol. 
La final, disputada a partit únic, enfrentà al Real Zaragoza amb el vigent campió, l'Arsenal FC,  a l'estadi Parc des Princes, a París, on guanyà el conjunt aragonès per 2-1.

## Ronda preliminar
| Equip 1                   | Global | Equip 2             | Anada | Tornada |
| ------------------------- | ------ | ------------------- | ----- | ------- |
| Bangor F.C.               | 0-5    | FC Tatran Prešov    | 0-1   | 0-4     |
| Barry Town                | 0-7    | FK Žalgiris Vilnius | 0-1   | 0-6     |
| F.K. Bodø/Glimt           | 6-0    | Olimpija Riga       | 6-0   | 0-0     |
| Fandok Babruysk           | 4-4(c) | SK Tirana           | 4-1   | 0-3     |
| Ferencvárosi TC           | 12-2   | F91 Dudelange       | 6-1   | 6-1     |
| Floriana                  | 2-3    | Sligo Rovers F.C.   | 2-2   | 0-1     |
| Keflavik ÍF               | 2-6    | Maccabi Tel-Aviv FC | 1-2   | 1-4     |
| FC Norma Tallinn          | 1-14   | NK Maribor          | 1-4   | 0-10    |
| PFC Pirin Blagoevgrad     | 4-0    | FC Schaan           | 3-0   | 1-0     |
| B71 Sandur                | 0-7    | HJK Helsinki        | 0-5   | 0-2     |
| CS Tiligul-Tiras Tiraspol | 1-4    | AC Omonia           | 0-1   | 1-3     |
| FK Viktoria Zizkov        | 4-3    | IFK Norrköping      | 1-0   | 3-3     |

## Setzens de Final
| Equip 1               | Global | Equip 2                | Anada | Tornada |
| --------------------- | ------ | ---------------------- | ----- | ------- |
| FK Žalgiris Vilnius   | 2-3    | Feyenoord Rotterdam    | 1-1   | 1-2     |
| Maccabi Tel-Aviv FC   | 0-2    | Werder Bremen          | 0-0   | 0-2     |
| Dundee United         | 4-5    | FC Tatran Prešov       | 3-2   | 1-3     |
| FC Gloria Bistriţa    | 2-5    | Real Zaragoza          | 2-1   | 0-4     |
| Sligo Rovers F.C.     | 2-5    | Club Brugge            | 1-2   | 1-3     |
| PFC Pirin Blagoevgrad | 1-8    | Panathinaikos FC       | 0-2   | 1-6     |
| Chelsea FC            | 4-2    | FK Viktoria Zizkov     | 4-2   | 0-0     |
| NK Maribor            | 1-4    | FK Austria Wien        | 1-1   | 0-3     |
| Brøndby IF            | 4-0    | SK Tirana              | 3-0   | 1-0     |
| AC Omonia             | 1-6    | Arsenal FC             | 1-3   | 0-3     |
| Beşiktaş J.K.         | 3-1    | HJK Helsinki           | 2-0   | 1-1     |
| NK Croàcia Zagreb     | 3-4    | AJ Auxerre             | 3-1   | 0-3     |
| F.K. Bodø/Glimt       | 3-4    | U.C. Sampdoria         | 3-2   | 0-2     |
| Grasshopper           | 2-3    | FC Chernomorets Odessa | 3-0   | 0-1     |
| FC Porto              | 3-0    | ŁKS Łódź               | 2-0   | 1-0     |
| PFC CSKA Moscou       | 3-3(p) | Ferencvárosi TC        | 2-1   | 1-2(pr) |

## Vuitens de Final
| Equip 1             | Global | Equip 2          | Anada | Tornada |
| ------------------- | ------ | ---------------- | ----- | ------- |
| Feyenoord Rotterdam | 5-3    | Werder Bremen    | 1-0   | 4-3     |
| FC Tatran Prešov    | 1-6    | Real Zaragoza    | 0-4   | 1-2     |
| Club Brugge         | 1-0    | Panathinaikos FC | 1-0   | 0-0     |
| Chelsea FC          | 1(c)-1 | FK Austria Wien  | 0-0   | 1-1     |
| Brøndby IF          | 3-4    | Arsenal FC       | 1-2   | 2-2     |
| Beşiktaş J.K.       | 2-4    | AJ Auxerre       | 2-2   | 0-2     |
| U.C. Sampdoria      | 5-3    | Grasshopper      | 3-0   | 2-3     |
| FC Porto            | 6-2    | Ferencvárosi TC  | 6-0   | 0-2     |

## Quarts de final
| Equip 1             | Global | Equip 2       | Anada | Tornada |
| ------------------- | ------ | ------------- | ----- | ------- |
| Feyenoord Rotterdam | 1-2    | Real Zaragoza | 1-0   | 0-2     |
| Club Brugge         | 1-2    | Chelsea FC    | 1-0   | 0-2     |
| Arsenal FC          | 2-1    | AJ Auxerre    | 1-1   | 1-0     |
| U.C. Sampdoria      | 1(p)-1 | FC Porto      | 0-1   | 1-0(pr) |

## Semifinals
| Equip 1       | Global | Equip 2        | Anada | Tornada |
| ------------- | ------ | -------------- | ----- | ------- |
| Real Zaragoza | 4-3    | Chelsea FC     | 3-0   | 1-3     |
| Arsenal FC    | 5(p)-5 | U.C. Sampdoria | 3-2   | 2-3(pr) |

## Final
| Equip 1       | Global | Equip 2    | Anada | Tornada |
| ------------- | ------ | ---------- | ----- | ------- |
| Real Zaragoza | 2-1    | Arsenal FC | -     | -       |

| Guanyador de la Recopa d'Europa 1994-95 |
| --------------------------------------- |
| Real Zaragoza Primer títol              |